# Bullet Points (Breaking Bad)
"Bullet Points" es el cuarto episodio de la cuarta temporada de la serie dramática de televisión estadounidense Breaking Bad, y el episodio 37 en general de la serie. Se estrenó originalmente en AMC en los Estados Unidos el 7 de agosto de 2011.

## Trama
Mike viaja en la parte trasera de un camión frigorífico de Los Pollos Hermanos en una carrera de entrega de metanfetamina en medio del desierto. El camión de repente se detiene cuando un par de secuestradores de origen mexicano lo obligan a salir de la carretera. Mike rápidamente saca su arma y escucha mientras los hombres armados retienen al conductor y le disparan en la cabeza. Luego se pone a cubierto mientras los hombres armados levantan metralletas Heckler & Koch MP5K y disparan contra el remolque. Después de disparar dos ráfagas, los hombres irrumpen en el camión, solo para que Mike los mate a tiros de inmediato. Aunque después de que sale del camión, Mike descubre que una bala le ha rozado la oreja derecha.
Walter y Skyler preparan una historia elaborada sobre la adicción al juego de Walter; asisten a una reunión de adictos en recuperación y ensayan un método exitoso de conteo de cartas para hacerlo creíble. Esperan que esto  explique cómo pueden pagar las facturas médicas de Hank y comprar un lavado de autos (que en realidad se usará para lavar las ganancias de la metanfetamina de Walter). Walter permanece demasiado distraído para poner mucho esfuerzo en la farsa y está preocupado por cómo lo percibirá Walter Jr. Durante una cena familiar en casa de Hank y Marie, Skyler y Walter les cuentan a todos la historia de la adicción, pero Hank y Walter Jr. quedan impresionados; Hank por su ayuda desinteresada y Walt Jr. por saber cómo lo hizo.
Más tarde, Walter se sorprende al saber que Hank está ayudando en la investigación del asesinato de Gale. Hank dice que cree que Gale era el escurridizo Heisenberg y lamenta no haber podido arrestarlo. Cuando Hank le pide que lea sobre un proceso químico escrito en las notas de laboratorio de Gale, Walt nota una línea de un poema de Walt Whitman y una dedicatoria: "WW My Star, My Perfect Silence". Cuando Hank menciona las iniciales que coinciden con las de Walt, Walt admite en broma "me atrapaste", antes de decirle a Hank que "WW" se refiere al poeta. Cuando Walt le pregunta a Hank sobre la investigación, se entera de que las únicas pistas son algunas huellas dactilares y un testigo en la escena. Al enterarse de esta evidencia, Walt se asusta y le preocupa que la policía relacione a Jesse con el asesinato.
Walter va a la casa de Jesse y está disgustado por su condición, ya que ahora los adictos y vagabundos la utilizan como un fumadero. Jesse, que ahora tiene la cabeza rapada, está convencido de que nada puede relacionarlo con el asesinato de Gale, pero cuando Walter le pregunta si recogió el casquillo del arma (que podría tener sus huellas dactilares), se revela que no lo hizo. Cuando le vuelve a interrogar sobre detalles del asesinato, Jesse comienza a entrar en pánico debido al recuerdo y paga a dos drogadictos para que echen a Walter de la casa. Más tarde, Walter se lamenta con Saul Goodman de todos los problemas que ya tiene y cómo el negocio de la metanfetamina se está desmoronando porque nadie actúa de manera profesional; además, rechaza una oferta de Saul para esconderse a través de un "desaparecedor".
La complacencia indiferente de Jesse eventualmente lleva a que un drogadicto le robe todo el dinero de la metanfetamina de su casa después de salir a trabajar, pero Mike, advertido por Tyrus, lo recupera rápidamente y le advierte a Jesse que está caminando sobre hielo delgado. Jesse es apático acerca de la pérdida y la recuperación, lo que lleva a Mike a decirle a Gus que su falta de profesionalismo es un problema para la organización y que deben intervenir. Jesse no se presenta en el laboratorio al día siguiente y Walter, que lo busca por su casa al no responder llamadas, intuye de que ha sido secuestrado. El episodio termina con Mike llevando a Jesse a un destino desconocido. Cuando le pregunta a Jesse si le gustaría saber adónde van, la única respuesta que recibe es un simple "no".

## Producción
"Bullet Points" fue escrita por Moira Walley-Beckett y dirigido por Colin Bucksey, siendo el tercer episodio que dirige en la serie después de "Phoenix" en la segunda temporada y "I See You" en la tercera temporada.  Durante la escena de apertura, uno de los camiones de contrabando de drogas de Gus es atacado por miembros de un cartel mexicano de la droga. Esta es una referencia a lo que el creador de la serie Vince Gilligan llama una "guerra fría" entre Gus y el cartel debido a sus acciones contra ellos durante la tercera temporada. La escena en "Bullet Points" es la primera referencia a esta historia desde el final de la tercera temporada "Full Measure", cuando Mike mató a varios secuaces del cartel que se habían apoderado de uno de los almacenes de suministros químicos de Gus. Para crear los agujeros de bala que golpean el camión en el que se esconde Mike, el departamento de efectos especiales perforó, cableó y plantó a mano 380 explosivos squib en el camión, incluidos 150 a cada lado del vehículo y 80 para la puerta trasera. Se utilizaron dos juegos de la puerta trasera, uno para la vista de los disparos en el exterior de la puerta y otro para la vista del interior. 
Para la escena con Mike esperando dentro del camión frigorífico, el creador de la serie, Vince Gilligan, quería que el público pudiera ver su aliento para que supieran lo frío que estaba. Para crear ese efecto, el equipo de efectos especiales diseñó una pequeña caja de plástico con agujeros y colocó hielo seco dentro, que Banks mantuvo dentro de su boca para crear condensación cuando exhalaba. La idea se basó en un dispositivo similar que el director de cine Frank Capra usó anteriormente con sus actores en una de sus películas, sobre el cual Gilligan leyó en la autobiografía de Capra. El dispositivo funcionó, pero hubo que ajustarlo porque inicialmente creaba un efecto que se parecía más al humo de un cigarrillo. También para esa escena, se puede ver un trozo de piel ensangrentada colgando de la oreja de Mike después de que le disparan. Para ese efecto, los creadores de efectos especiales Greg Nicotero y Howard Berger, quienes forman parte de la empresa KNB Efx Group, hicieron un molde de la oreja del actor Jonathan Banks y le hicieron una aplicación para que la use durante la filmación. Fue aplicado en Banks por los maquilladores de la serie, Corey Welk y Frieda Valenzuela.
David Costabile repitió brevemente su papel de Gale Boetticher. Cuando Hank le revela por primera vez a Walter que está investigando el asesinato de Gale, le muestra un DVD de Gale cantando karaoke con subtítulos en tailandés. La idea era que Gale participara en una cabina de karaoke en Tailandia y se quedara con el DVD como recuerdo; El supervisor musical, Thomas Golubic, encontró específicamente a alguien que pudiera traducir la letra de la canción al tailandés para el video. Una broma similar apareció en la serie de comedia de HBO Flight of the Conchords, que también presenta a Costabile en un papel secundario. Gilligan dijo que no estaba al tanto de esa broma en ese momento, pero la vio después de concebir la broma de Gale e investigar sobre el karaoke. Dijo al respecto: "Fue jodidamente divertido. Es brillante. Y luego pensé: 'Oh, mierda, ¿deberíamos hacer esto ahora, porque cómo puede ser tan bueno como esos tipos?'". Gale canta la canción de Peter Schilling "Major Tom (Coming Home)", que Gilligan eligió porque sintió que era apropiada para el personaje: "Se sintió bien. Es un poco cursi, es serio, pero también se te queda grabado en la cabeza y es divertido".
En el fondo de la actuación de karaoke, se veían imágenes de archivo de la serie de televisión de ciencia ficción Quark. Gilligan era fanático del programa durante su infancia y lo reconoció mientras revisaba las imágenes de archivo disponibles. El video de karaoke completo estuvo disponible en el sitio web oficial de Breaking Bad después de que se transmitió el episodio por primera vez. La escena en la que Walter mira el cuaderno de Gale a instancias de Hank presenta un montaje de cortes rápidos entre las páginas del cuaderno y la cara de Walter mientras lee. El montaje fue concebido por Gilligan, quien quería expresar el estrés de Walter al leer el cuaderno a los espectadores sin mostrar abiertamente esas emociones en el rostro de Walter y despertar la sospecha de Hank.  Fue difícil filmar porque los actores tenían que mostrar estas emociones sin expresarlas abiertamente y, como resultado, la escena tuvo que volver a filmarse por segunda vez. 
Jeremy Howard hizo una aparición especial en "Bullet Points" como Sketchy, un drogadicto que habla sin parar durante las escenas en las fiestas de Jesse. Howard conocía a Bryan Cranston, quien lo había elegido para un episodio de la serie de comedia Malcolm in the Middle que dirigió Cranston. Originalmente, Howard solo estaba programado para interpretar a Sketchy en el episodio "Open House", pero a Gilligan le gustó tanto que trajo al personaje de vuelta para "Bullet Points". Durante una escena, Sketchy sale de la pantalla y accidentalmente tira varias botellas de cerveza, haciendo un ruido fuerte. El momento fue accidental y sin guion, pero el equipo lo encontró tan divertido que lo incluyeron en el corte final del episodio. Durante una escena diferente en la fiesta de Jesse, este toca las cabezas de varios de sus invitados de pelo largo. MacLaren dijo que era difícil encontrar extras dispuestos a afeitarse la cabeza porque aquellos con el pelo lo suficientemente largo eran tan conscientes de su cabello que no querían que se lo cortaran. Varios extras que se inscribieron para el papel se retiraron antes de que finalmente encontraran personas dispuestas a hacerlo. Jesse también tiene la cabeza rapada, que fue idea del actor Aaron Paul porque sintió que era apropiado para la confusión interna que estaba experimentando su personaje.

## Recepción
Seth Amitin de IGN otorgó al episodio un 8 sobre 10 y lo calificó como "un bloque de construcción sólido para futuras historias". Alan Sepinwall de HitFix le dio al episodio una crítica positiva y lo calificó de "muy extrañamente estructurado, pero nunca sin interés". Matt Richenthal de TV Fanatic otorgó al episodio 4.9 de 5 calificándolo de "fenomenal". Donna Bowman, que revisó para The AV Club, le dio al episodio una "A-".
En 2019, The Ringer clasificó a "Bullet Points" en el puesto 59 de su ranking de los episodios de la serie.